# Сосницька Наталя Леонідівна
Сосницька Наталя Леонідівна – доктор педагогічних наук, професор, завідувач кафедри «Вища математика і фізика» Таврійського державного агротехнологічного університету.

## Біографія
Наталя Леонідівна Сосницька народилась 11 листопада 1968 року в м. Бердянськ Запорізької області. Закінчивши в 1991 р. Бердянський державний педагогічний інститут ім. П. Д. Осипенко (нині – Бердянський державний педагогічний університет) за спеціальністю «Загальнотехнічні дисципліни та фізика»., Наталія Леонідівна почала свій шлях в науці з посади старшого лаборанта, а згодом асистента кафедри фізики рідного інституту.
Досвід наукової та викладацької діяльності: Стаж науково-педагогічної діяльності 26 років у закладах вищої освіти ІІІ-IV рівня акредитації. Працює в системі вищої педагогічної освіти з 1991 року.
За напрямом Міністерства освіти України у 1991 р. почала працювати у Бердянського державного педагогічного інституту імені П.Д. Осипенко (БДПІ). 
Наталія Леонідівна почала свій шлях в науці з посади старшого лаборанта, а згодом асистента кафедри фізики рідного інституту на посаді старшого лаборанта кафедри фізики БДПІ. З грудня 1996 року – асистент кафедри фізики БДПІ.
В 1998 р. захистила Кандидатську дисертацію на тему “Удосконалення навчального експерименту з хвильової оптики засобами нових інформаційних технологій” за спеціальністю 13.00.02 – теорія та методика навчання (фізика), захист відбувся у Національному педагогічному університеті імені М. П. Драгоманова.
У 2002-2005 роках перебувала у цільовій докторантурі Запорізького національного університету; з 2005 року – доцент кафедри фізики та методики викладання фізики БДПУ.
У 2008 році захистила Докторську дисертацію на тему “Формування і розвиток змісту шкільної фізичної освіти в Україні (історико-методологічний контекст)” за  спеціальністю 13.00.02 – теорія та методика навчання (фізика).
З 2009 року – професор кафедри фізики та методики викладання фізики БДПУ. З 2010 року завідувач кафедри методики викладання фізико-математичних дисциплін та інформаційних технологій у навчанні БДПУ.
З листопада 2016 року завідувач кафедри вищої математики і фізики Таврійського державного агротехнологічного університету.
До сфери наукових інтересів професора Н. Л. Сосницької належать дослідження формування і розвитку змісту фізичної освіти в Україні (історико-методологічний контекст); системне багаторівневе прогнозування розвитку змісту фізико-математичної освіти методом математичного опису і часових рядів; використання інформаційно-комунікаційних технологій у навчальному процесі з фізики; актуальні проблеми професійної освіти.
З березня 2022 пішла на колаборацію з окупантами. Підпадає під кримінальну відповідальність.

## Нагороди
Педагогічна та наукова діяльність відзначена Державними нагородами, зокрема, нагороджена Грамотою Верховної Ради України (2015 р.);   нагороджена: Почесною грамотою Запорізької обласної державної адміністрації (2006 р.), нагрудним знаком «За наукові та освітні досягнення» (2009 р.), Почесною грамотою Національної академії педагогічних наук України (2012 р.), Почесною грамотою Запорізького обласного комітету профспілки працівників освіти і науки України (2015 р.) та ін.